# تقليد (مسلسل)
تقليد (بالكورية: 넉오프) هو مسلسل كوري جنوبي قادم، من بطولة كيم سو هيون، جو بو آه. ومن المقرر أن يعرض على ديزني+.

## القصة
يحكي قصة رجل انقلبت حياته رأسًا على عقب تمامًا بفترة الأزمة المالية الآسيوية عام 1997، والذي تحول من كونه عامل مكتب عادي ليصبح ملك السوق العالمية المزيفة.

## الطاقم

### رئيسي
- كيم سو هيون في دور كيم سونغ جون[4]

يدخل عالم السلع المقلدة ويصبح نائب رئيس سوق سايمول بعد أن فقد وظيفته بسبب أزمة صندوق النقد الدولي.
- جو بو آه في دور سونغ هاي جونغ[4]

عشيقة سونغ جون السابقة وضابط الشرطة الخاصة المسؤولة عن اتخاذ إجراءات صارمة ضد البضائع المقلدة.

### داعم
- يو جاي ميونغ في دور كيم مان سيك[5]

والد سونغ جون الذي أدخل ابنه أيضًا إلى عالم السلع المقلدة.
- كيم إيوي سونغ في دور باي بيل غو[5]

عم نوري الذي تولى إدارة سوق بوسان المقلدة
- بانغ هيو-رين في دور باي نو-ري[5]

رئيسة متجر سايمول.
- كون نارا في دور مون يو-بين[5]

مصممة تصنع حقائب مقلدة من فئات فاخرة
- بارك سي-وان في دور مون دا-بين[5]

الأخت الصغرى لـ يو بين والتي تصنع أيضًا الحقائب المقلدة.
- كيم هاي-اون في دور جانغ جي-سو[5]

محامية وخبيرة تعمل عند باي نو-ري
- كو كيو-بيل في دور دونكا[5]

اليد اليمنى لنو-ري وقائد سوق سايمول.
- جونغ مان سيك في دور لي كي بونغ[5]

المخبر الذي يقوم بضبط البضائع المقلدة.
- كانغ مال جيوم في دور جيجال هيون سوك[5]

محقق في فريق عمل مكافحة التزييف.
- جو وو جين
- تشوي جيو ري
- وو دو هوان

## الإنتاج
المسلسل من نوع الكوميديا السوداء، يجمع المسلسل بين  المخرج بارك هيون-سيوك والكاتب هان جونغ-هون مرة أخرى بعد أغنية السيف (2023). وانتاجه من قبل أرك ميديا وSLL لصالح ديزني+. في مارس 2025 ، ذكرت صحيفة TV Report الكورية ان تكلفة انتاج المسلسل حوالي 60 مليار وون وكانت رسوم ظهور كيم سو-هيون 9 مليار وون.
وبحسب تقرير سبوفتي نيوز، تم تأكيد أن المسلسل سيتكون من موسمين، كل موسم يتكون من تسع حلقات بمجموع 18 حلقة. وذكرت قناة "نيوز ون" أن فريق الإنتاج أعاد تنظيم جدول أعماله وسيبدأ التصوير على الفور.

## الإصدار
في 21 مارس 2025 ، صرحت ديزني+ لام بي سي لوف عن تعليق المسلسل مؤقت، والذي كان من المخطط عرضه في إبريل 2025، نتيجة الجدل حول علاقة الممثل كيم سو هيون بالممثلة الراحلة كيم ساي-رون.

## روابط خارجية
- تقليد على موقع IMDb (الإنجليزية)
- تقليد على هانسينما